# Hawkwind
Hawkwind és una banda anglesa de rock psicodèlic formada a la fi dels anys 60, en Ladbroke Grove. Va ser una de les bandes pioneres de l'anomenat rock espacial. Les seues lletres contenen temàtiques sobre l'urbà i la ciència-ficció; de fet, l'escriptor Michael Moorcock ha col·laborat en les lletres d'alguns temes.

## Origen
Dave Brock i Mick Slattery formaven part d'una banda de blues evolucionada cap a sons psicodèlics dita Famous Guarisca. Després d'una trobada amb el baixista de jazz John Harrison, van veure que tenien interessos comuns amb els sons electrònics i van començar un nou projecte. Un jovencissim bateria, Terry Ollis, i els antics companys de Brock, Nik Turner i Dik Mik Davies prompte es van unir al grup a causa dels seus interessos comuns i a l'oferiment d'ajuda per a portar a terme el nou projecte.
Durant una actuació en l'All Saints Hall de Notting Hill, a la qual van acudir sense nom i per això van tocar sota el pseudònim de Group X, un locutor de la BBC Radie 1, John Peel, va quedar impressionat per la versió ampliada de 20 minuts que van realitzar del tema de The Byrds Eight milers high. Després d'una entrevista amb l'organitzador Douglas Smith el grup va aconseguir un tracte amb Liberty Records i va passar definitivament a cridar-se Hawkwind. Després de l'enregistrament de Hurry on Sundown Slattery va abandonar la banda i va ser substituït per Huw Lloyd-Langton, conegut de *Brock durant la seua etapa de venedor en una tenda de música.

## 1970 - 1975
Per a l'enregistrament de l'àlbum debut, Hawkwind, el grup va comptar amb la col·laboració del guitarrista de Pretty Things Dick Taylor. Malgrat no tenir un bon èxit comercial, aquest primer disc va servir per a donar-se a conèixer en els cercles underground de l'escena rock britànica, actuant en concert gratuïts, esdeveniments benèfics i festivals. Durant una actuació en el Bath Festival van tenir una trobada amb altra banda de Ladbroke Grove, Pink Fairies, i vist que tenien moltes similituds, van passar durant un temps a tocar junts sota el nom de Pinkwind. L'abús de drogues dels membres del grup va convèncer a Harrison a abandonar la banda, que va ser seguit de Lloyd-Langton, qui havia patit una crisi nerviosa per abús de LSD.
El seu següent album, In search of Space, publicat en 1971, va tenir un major èxit comercial arribant al lloc 18º de la llista de vendes d'àlbums en el Regne Unit. La col·laboració d'artistes com el dibuixant Barney Bubbles, el periodista Robert Calvert i l'escriptor Michael Moorcock van asseure una nova estètica i filosofia en la banda, assolint encaixar amb la definició de rock espacial. A causa de l'orientació comercial de la banda, Ollis va decidir abandonar.
La incorporació del baixista Lemmy Kilmister i del bateria Simon King van assolir atorgar a la banda els seus millors moments. En 1972 va ser publicat el major èxit de la banda i un dels clàssics del rock, Silver Machine, que va arribar el tercer lloc en la llista de vendes. A partir d'ací es van fer molt famosos els seus gires i en concret el Space Ritual promocional del disc Doremi Fasol Latido, en 1973. Aqueix mateix any el grup va llançar el single Urban Guerrilla, però casualment va coincidir amb una sèrie d'atemptats bomba de l'IRA en Londres i la BBC ho va censurar.
A principis de 1975, Hawkwind va publicar un nou àlbum titulat Warrior on the Edge of Estafe, de nou en col·laboració amb l'escriptor Michael Moorcock i basat conceptualment en la seua figura de l'etern campió. Durant la gira promocional en Estats Units, Lemmy va ser detingut per la policia en la frontera del Canadà per possessió de anfetamines i va ser dut a presó, havent de cancel·lar-se diversos espectacles. A causa del seu comportament, Lemmy va ser expulsat de la banda i en el seu lloc va entrar un component de Pink Fairies, el guitarrista Paul Rudolph. Després de la seua expulsió, Lemmy es va reunir amb altre antic membre de Pink Fairies, Larry Wallis i van formar Motörhead, nom de l'última cançó que el primer havia compost per a Hawkwind.

## 1976 - 1978
Robert Calver va fer una aparició amb el grup pel Reading Festival a l'agost de 1975, després d'això va tornar a unir-se com a cantant permanent. Poc després, la banda va signar amb una companyia discogràfica, Charisma, i va substituir a la seua manàger, Douglas Smith, per Tony Howard. Un nou àlbum va ser publicat en 1976 amb el nom de Astounding sounds, amazing music, el primer en aquesta nova etapa amb Calvert com compositor i cantant. En 1978, cercant formar un nou grup, la baixa de Harvey Bainbridge, el bateria Martin Griffin i el teclista Steve Swindells van crear una banda paral·lela que va ser cridada Hawklords per motius legals.

## Hawkestra
El concepte d'Hawkestra (fusió del nom de la banda i el terme anglès per a orquestra, orchestra) va ser encunyat per a referir-se a la reunió de membres presents i passats de Hawkwind para realitzar algun esdeveniment, i en concret amb la intenció de denominar al 30º aniversari de la banda, commemoració protegida amb el llançament d'Epocheclipse - 30 year anthology; no obstant això, problemes logístics van retardar aquest esdeveniment fins a octubre de 2000. Va tenir lloc en Brixton Academy, reunint a un total d'una vintena de membres i va tenir una durada superior a tres hores; tot va ser filmat i gravat.

## Discografia

### Estudi
- Hawkwind (1970)
- In seach of Space (1971)
- Doremi Fasol Latido (1972)
- Hall of the Mountain Grill (1974)
- Warrior on the Edge of Time (1975)
- Astounding sounds, amazing music (1976)
- Quark, Strangeness and Charm (1977)
- PXR5 (1979)
- Levitation (1980)
- Sonic Attack (1981)
- Church of Hawkwind (1982)
- Choose your masques (1982)
- The chronicle of the Black Sword (1985)
- The Xenon Codex (1988)
- Space bandits (1990)
- Electric Tepee (1992)
- It is the business of the future to be dangerous (1993)
- Alien 4 (1995)
- Distant horizons (1997)
- Take me to your leader (2005)
- Take me to the future (2006)
- Blood of the Earth (2010)
- Onwards (2012)
- The Machine Stops (2016)
- Into the Woods (2017)
- The Road to Utopia (2018)
- All Aboard the Skylark (2019)
- Carnivorous (2020)
- Somnia (2021)
- The Future Never Waits (2023)
- Stories from Time and Space (2024)
- There Is No Space for Us (2025)

### En directe
- Space Ritual (1973)
- Live Seventy Nine (1980)
- Live Chronicles (1986)
- Palace springs (1991)
- The business trip (1994)
- Love in Space (1996)
- Hawkwind 1997 (1999)
- Yule Ritual (2001)
- Canterbury Fayre 2001 (2002)
- Spaced out in London (2004)

## Membres actuals
- Dave Brock - Guitarres, sintetitzador
- Mr. Dibs - Baixista (des de 2007)
- Jason Stuart - Sintetitzador, teclats (des de 2004)
- Richard Chadwick - Bateria, percussions (des de 1989)